# چاتال‌آغاچ (گول‌باشی)
چاتال‌آغاچ (به ترکی استانبولی: Çatalağaç) یک منطقهٔ مسکونی در ترکیه است که در گول‌باشی واقع شده‌است.